# レダと白鳥 (ウフィツィ美術館)
『レダと白鳥』（伊: Leda col cigno, 英: Leda and the Swan）あるいは『スピリドンのレダ』（英: Spiridon Leda）は、イタリアのルネサンス期の巨匠レオナルド・ダ・ヴィンチの追随者によって制作された絵画である。油彩と樹脂。主題はギリシア神話のスパルタ王妃レダとゼウス（ローマ神話のユピテル）の恋の物語から取られており、ウィルトン・ハウス版、ボルゲーゼ美術館版とともに、レオナルド・ダ・ヴィンチの『レダと白鳥』の最も初期の重要な摸写の1つであることが判明している。
別名はスピリドン公爵家が所有したことに由来している。現在はフィレンツェのウフィツィ美術館に所蔵されている。

## 作品
レダはマニエリスム的なねじれたポーズで立ち、白鳥の長い首に手を回して抱き寄せている。大地の上には2つの卵があり、それらはいずれも2つに割れ、中からそれぞれ2人の子供（ポリュデウケス、カストル、クリュタイムネストラ、ヘレネ）が生まれている。レダの身体は白鳥の方に向き、顔は大地の上の我が子たちに向けられており、子供たちもみな母親を見上げている。レダと白鳥の姿勢はレオナルド・ダ・ヴィンチの『レダと白鳥』の原寸大カルトンに基づいたものであり、他の複製と卵の割れ方や子供たちのポーズ、配置まで逐一一致しているが、それに対して背景はそれぞれ異なっている。帰属は諸説あり、フランチェスコ・メルツィが有力視されているが、ピエトロ・マラーニ（Pietro Marani）はレオナルド・ダ・ヴィンチが『アンギアーリの戦い』を制作していた1505年に現れるスペイン人のフェルナンド（Ferrando spagnolo）の可能性を示唆している。制作年代はラファエッロの素描との関連性などから1505年から1515年頃の間と考えられている。

## 来歴

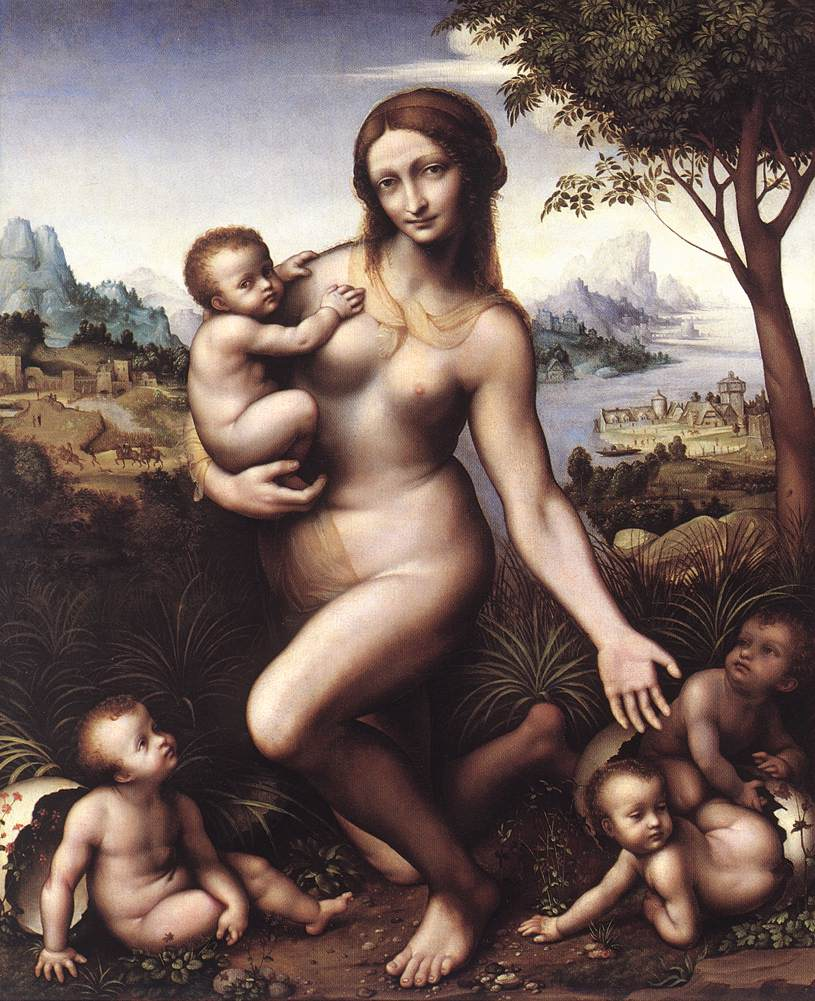
ヘルマン・ゲーリングが所有したレオナルド・ダ・ヴィンチに起因するもう1つのレダ。

絵画が最初に現れるのは1874年のパリのロジェール侯爵（marquis de la Rozière）のコレクションである。ロジェール侯爵はこの年の展覧会で、あるフランス人家族から入手したと主張して『レダと白鳥』を出品している。その後、絵画はロブル男爵（Baron de Roublé）の手に渡り、男爵の死後に未亡人によってルドヴィコ・スピリドン（Ludovico Spiridon）に売却され、パリからローマに移された。絵画がマルゲリータ・ガロッティ・スピリドン公爵夫人（Countess Margherita Gallotti Spiridon）によってナチス・ドイツのヘルマン・ゲーリングに売却されたのは第二次世界大戦中の1941年のことである。そのときの価格は800万リラであった（ローマのドイツ大使館の特別口座の決済では1050万リラ）。また、ゲーリングは現在カッセル市立美術館に所蔵されているもう1枚のレダを所有していた。戦争末期の1945年1月、ゲーリングは美術商のヴァルター・アンドレアス・ホーファーを使って自身の美術コレクションを邸宅のカリンハルからベルヒテスガーデンに移そうとしたが、列車から荷降ろしが終わる前にアメリカ軍によって発見された。戦後、絵画はドイツ軍が略奪した芸術作品の一部としてミュンヘン中央収集ポイントにあり、戦争略奪品のイタリア本国送還活動を担当した美術史家のロドルフォ・シビエロは絵画が合法的に売却されたためドイツとアメリカ双方から抵抗を受けたが、アメリカとの粘り強い交渉によって1948年にイタリアへの送還が実現された。絵画が以前の所有者であるガロッティ・スピリドン公爵夫人に返還されなかったため、夫人は訴訟を起こしたが、彼女の訴えは退けられた。その後、絵画は1950年にローマで、シビエロの死の翌年の1984年にフィレンツェで展示された。絵画は1989年からウフィツィ美術館で展示されている（その前年に政府によって絵画をレオナルド・ダ・ヴィンチの生地であるヴィンチのレオナルド・ダ・ヴィンチ博物館に与えることが決定されているが実現していない）。

## ギャラリー

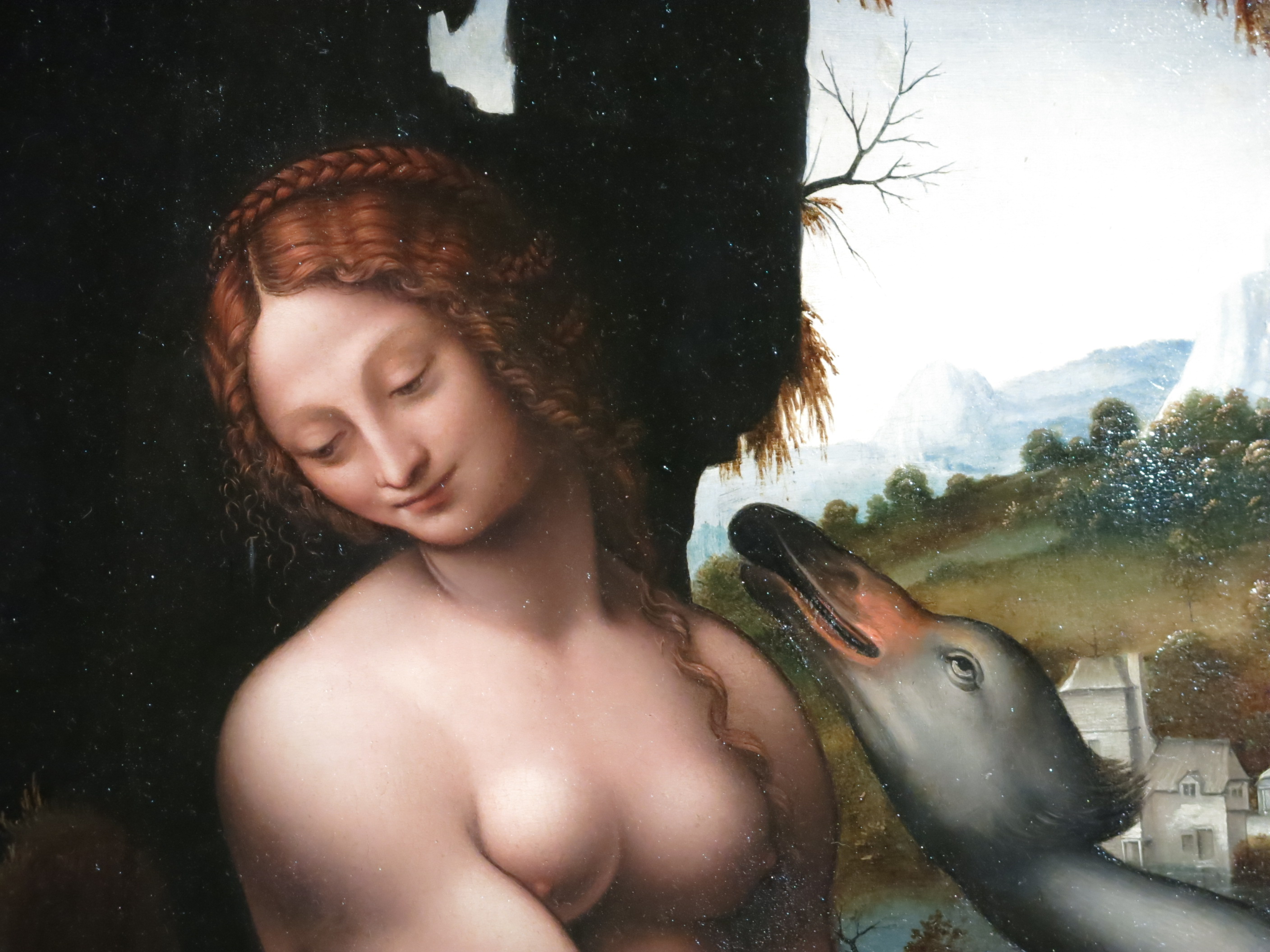
レダの頭部
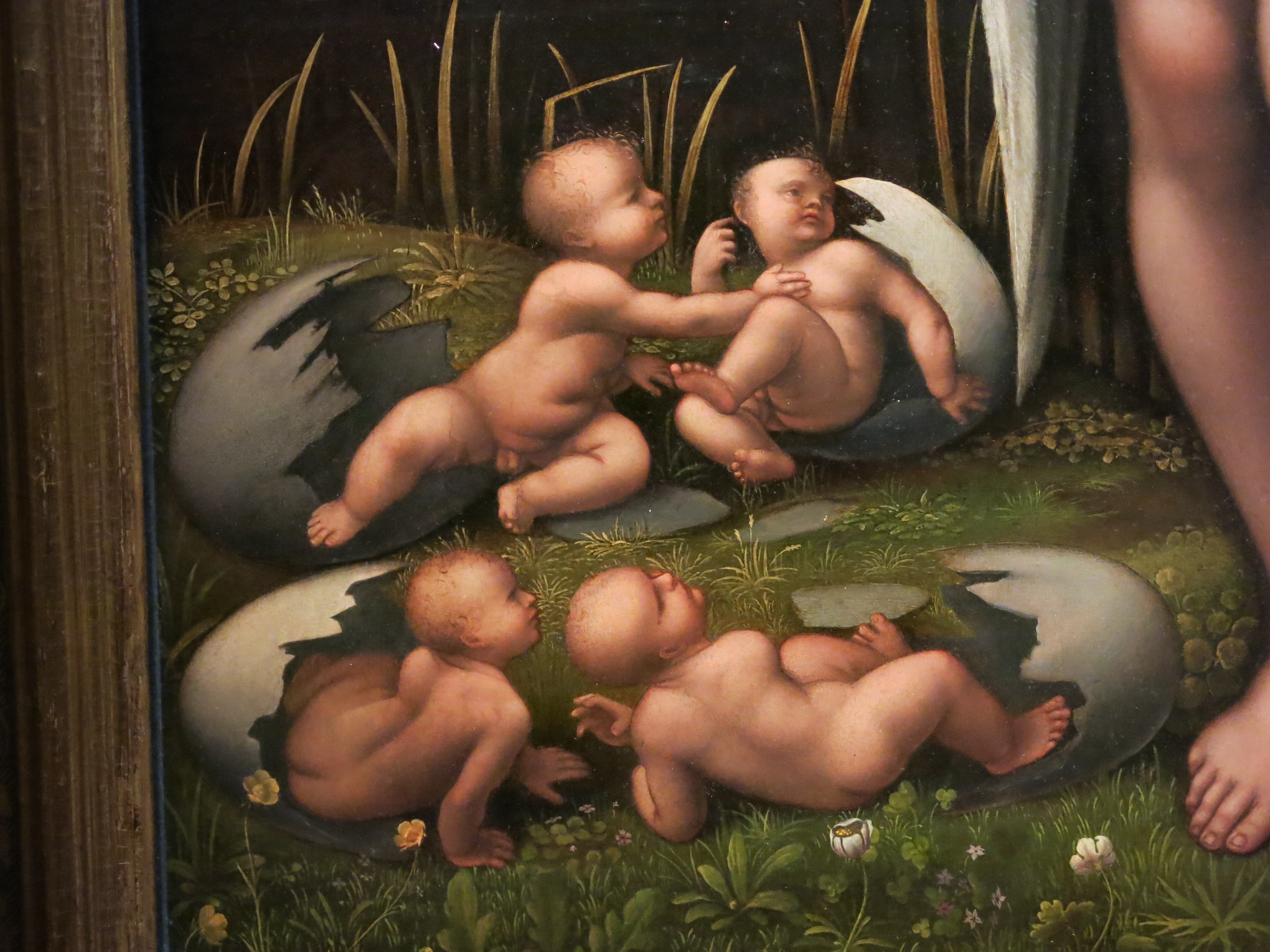
2つの卵と4人の子供たち
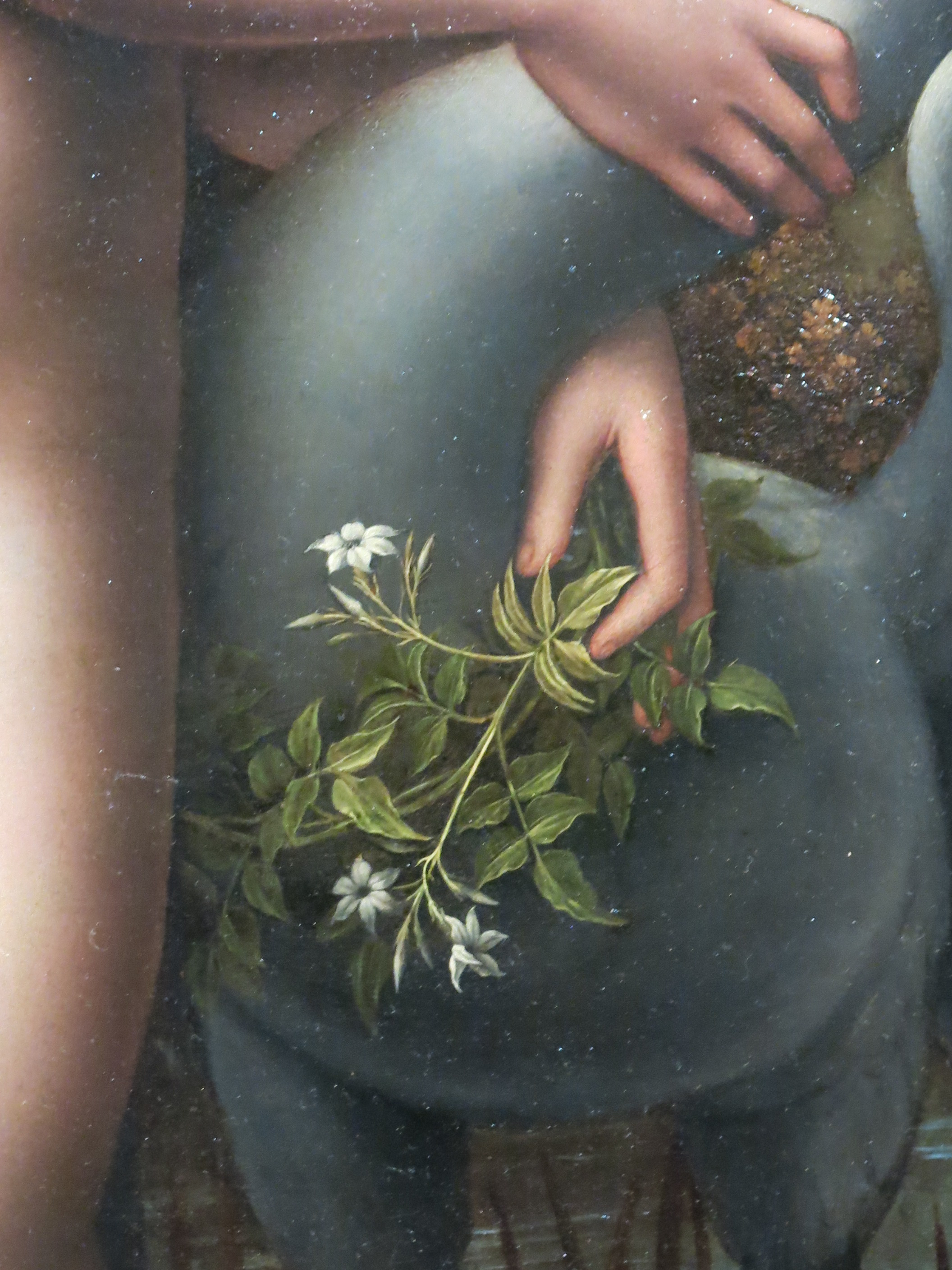
手に持った花
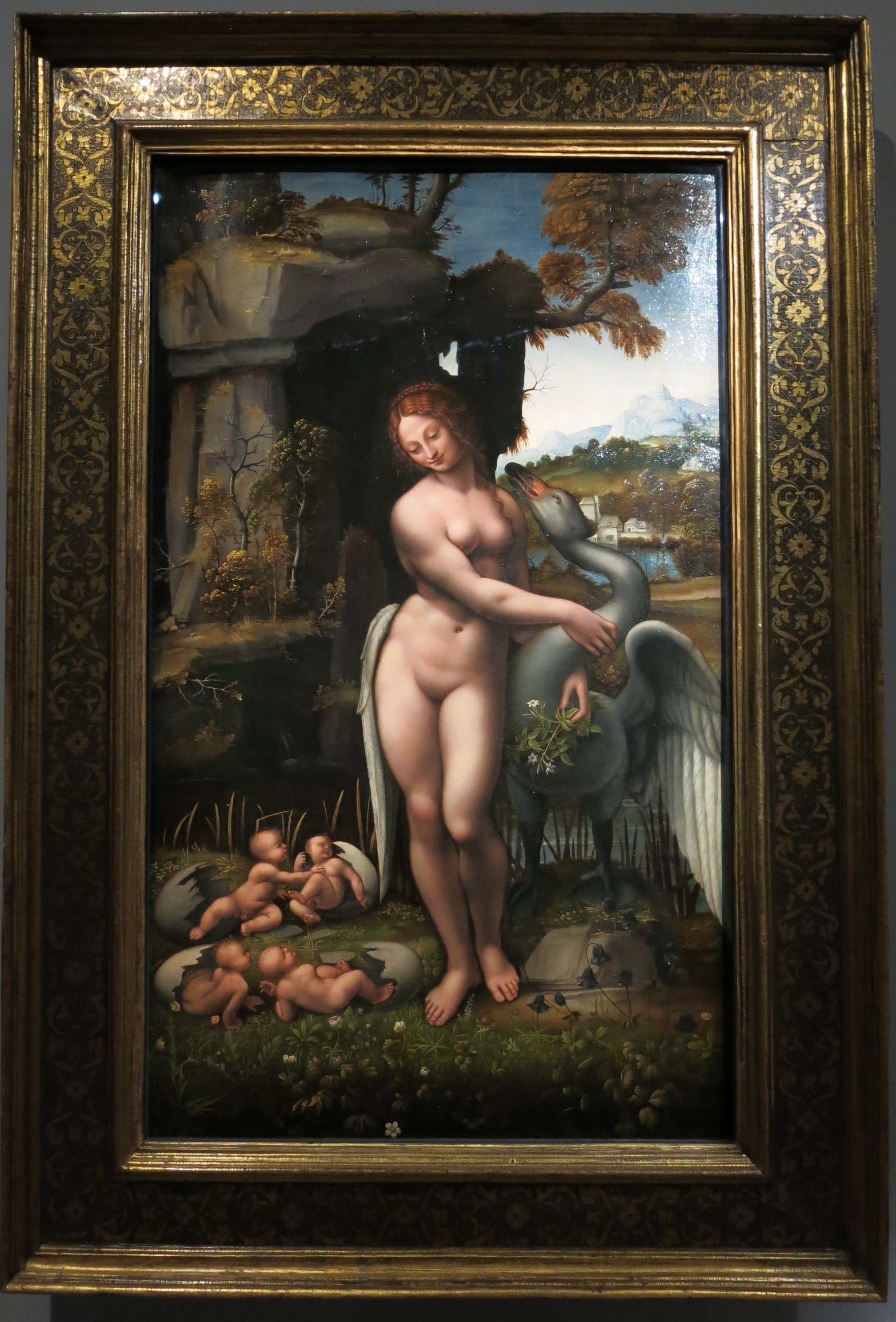
額縁と展示
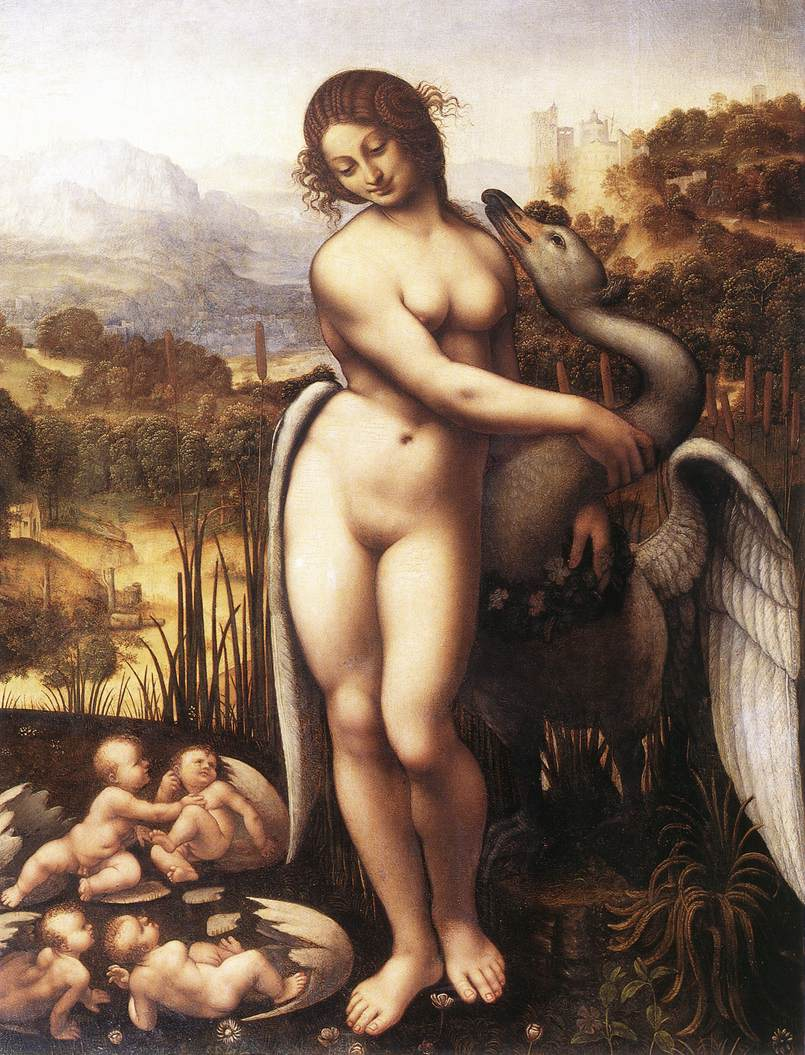
チェザーレ・ダ・セスト版『レダと白鳥』 ウィルトン・ハウス（英語版）所蔵
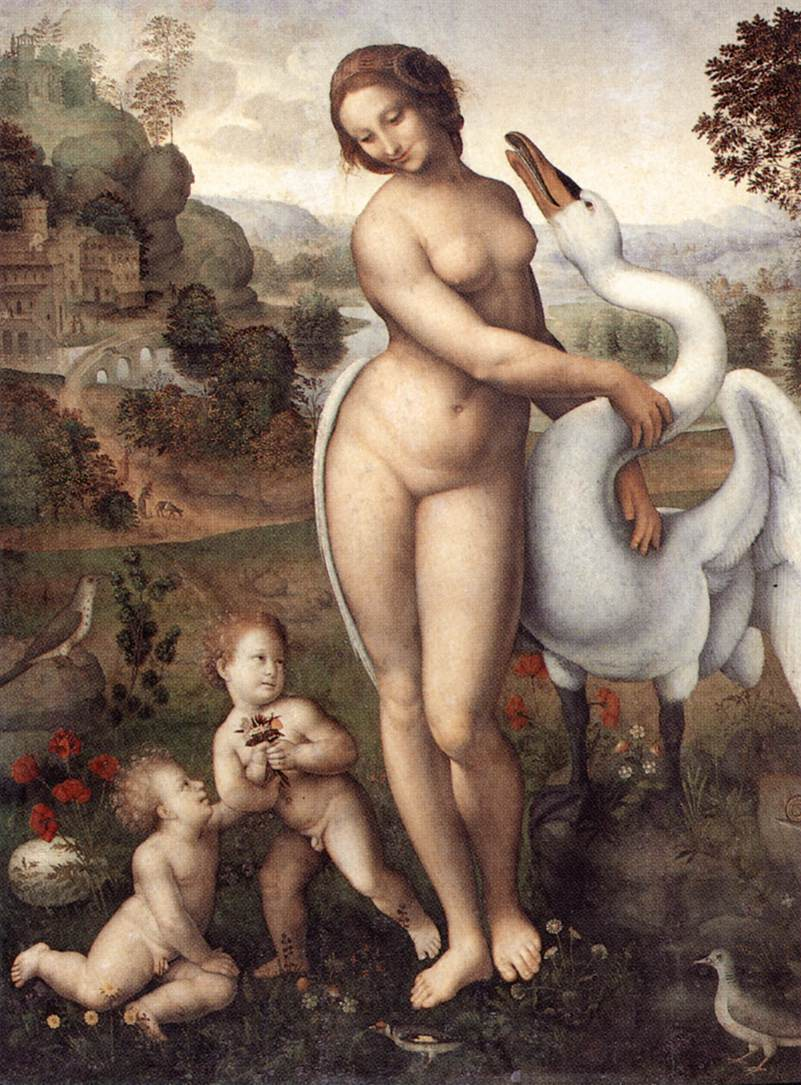
ボルゲーゼ美術館版『レダと白鳥』
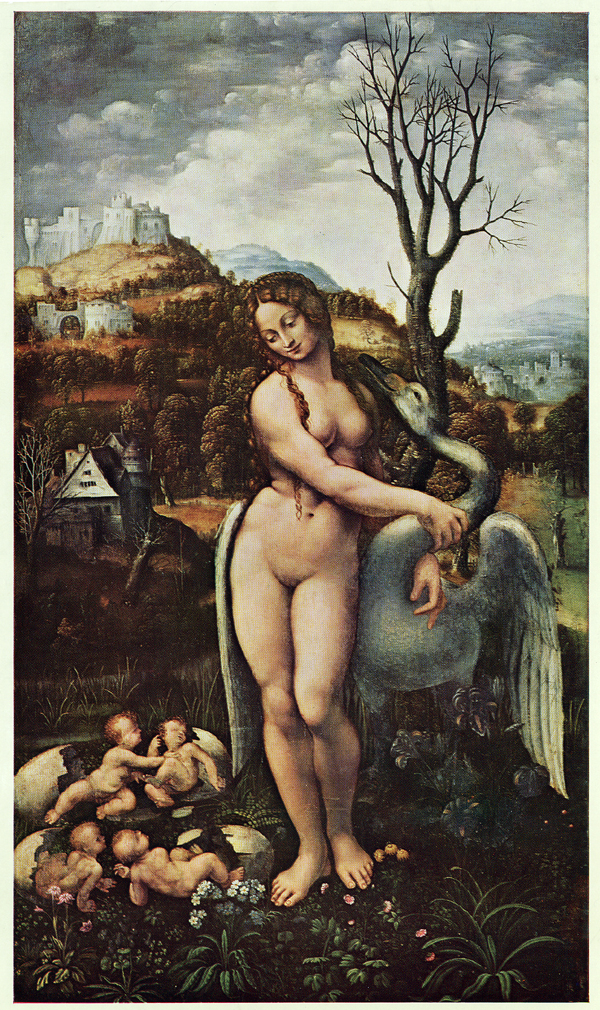
フィラデルフィア美術館版『レダと白鳥』
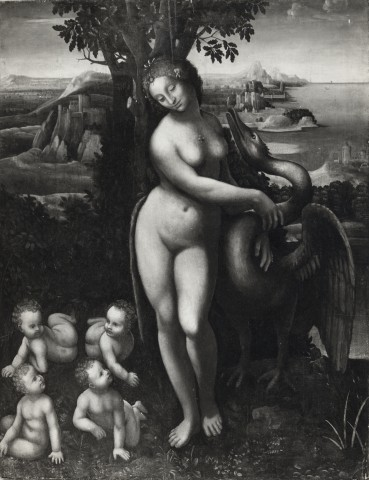
ヘイスティング版『レダと白鳥』 ギブス・コレクション所蔵